# Paul Régny
Paul Régny, né le 21 décembre 1918 à Lyon et mort le 2 juin 2013  à Tassin-la-Demi-Lune, est un peintre français actif sur la scène artistique lyonnaise.
Il se marie en 1942 avec la peintre Andrée Le Coultre (1917-1986), qu'il a rencontrée lors des cours du soir d'Antoine Chartres en 1939.

## Formation
Paul Régny découvre la peinture à son adolescence, en particulier pendant ses études secondaires grâce à son professeur de dessin du lycée du Parc. Puis, alors qu'il a commencé à travailler, ce sont les cours de la ville de Lyon, les cours du soir d'Antoine Chartres aux Beaux Arts à la fin des années 1930 et les lectures comme celles d'André Lhote qui lui transmettent ses premières conceptions de l'art ainsi que les techniques du dessin et de la peinture à l'huile. 
Avec Andrée Le Coultre qu’il a rencontrée aux cours de peinture en 1938-39 et avec laquelle il se marie en 1942, il fréquente la galerie Folklore  de Marcel Michaud.(« un des rares lieux lyonnais où les artistes retrouvaient un art vivant » comme il l'évoque dans son interview) Ils y découvrent les œuvres de Anne Dangar qu’ils iront voir à Moly-Sabata en 1941 et de laquelle ils seront assez proches après guerre . Ils y rencontrent aussi les œuvres et les artistes du groupe Témoignage. Michaud lui indique l'Académie du Minotaure qui vient d’être créée par René-Maria Burlet. Par des lectures et par Moly-Sabata Il découvre les théories et les œuvres d'Albert Gleizes. À partir de 1946, au retour d’Allemagne où ils étaient partis lui et sa femme au service de la Croix Rouge, il entre en correspondance avec lui,. Il le rencontre à Lyon lors de son exposition en 1947. En 1948 il va aux Méjades à Saint-Rémy de Provence, lieu de résidence d’A. Gleizes pour participer avec Andrée Le Coultre et Jean Chevalier (peintre) à l'encadrement d' un stage d'été de l’Arc-en-ciel. Gleizes suivra jusqu’à son décès en 1953 le travail artistique de P. Régny marqué à cette époque par le cubisme, les rotations et les translations,.

## Carrière de peintre
Pour Paul Régny, l'art est au cœur de la vie, mais assurément cette passion ne permet pas d'assurer le quotidien quand on est de famille modeste; après le lycée et avoir fait une école de tissage, il travaille dans une fabrique de soierie puis en indépendant (dessins de soierie, cartes géographiques, cours de dessin…) et entrera en 1956 dans un atelier d'urbanisme et d'architecture. Après la guerre, Paul Régny et Andrée Le Coultre ne sont pas sans se poser la question d'aller aux Méjades près de Gleizes ou à Moly-Sabata pour s'engager parallèlement à la peinture dans un métier artisanal comme le tissage, suivant en cela un des aspects de la doctrine de Gleizes , mais les conditions semblaient bien difficiles avec un enfant en bas âge .
En 1946 a lieu sa première exposition particulière à la Galerie de la Maison de la Pensée Française à l'invitation de René Deroudille qui dans sa critique estime que « la peinture doit risquer la grande aventure si elle veut connaître les chemins de la liberté, prétendre assumer ses responsabilités d'embraser toutes les inquiétudes humaines. Il est réconfortant de voir des jeunes ne pas se désintéresser de ces grands desseins ». Il commence à participer à des expositions de groupes et aussi chaque année présente des œuvres dans un des salons lyonnais (Salon d'Automne, puis Salon Regain et à partir de 1981 Salon du Sud-Est), ce qui permet aux critiques d'observer son évolution. 
D'autres expositions particulières (ou avec Andrée Le Coultre) ont lieu tout au long de son parcours artistique, en particulier à la galerie Folklore de Marcel Michaud (1955, 1959), à la galerie de l'Institut à Paris (1961), et toujours à Lyon, parmi d'autres, chez Mouradian (le Pantographe), chez Houg (Red Room), où en 2008 la dernière se fait aussi avec des peintures de Le Coultre et Daniel Gloria avec lequel il entretint une amitié et un partage artistique très profonds depuis leur rencontre autour du monde de Gleizes à la fin des années 1940... C'est avec Gloria et Le Coultre qu'a lieu aussi l'importante exposition rétrospective au Fort de Vaise (Fondation Renaud) en 2009 . Dans le cadre de la référence à Gleizes, puisque ce dernier a beaucoup influencé sa démarche artistique pendant une quinzaine d'années, ses œuvres participent à l'exposition "Gleizes et ses disciples" à la Maison Ravier de Morestel(2014) et "Albert Gleizes et ses disciples, du cubisme à la contemplation" au Musée d'art religieux de Fourvière (2016). Un hommage exposant plus d'une quarantaine de peintures a lieu également après son décès au château d'Alba-la-Romaine où il avait déjà exposé et dont il fut très proche pendant près de 30 ans. Une de ses peintures appartenant au Musée Dini de Villefranche est exposée en 2015-2016 lors de l'exposition du Musée des Beaux-Arts de Lyon "Un regard sur la scène artistique lyonnaise au XXe s."

## Œuvre
À ses débuts, les peintures de Paul Régny montrent, par les teintes vives et le traitement des couleurs, son intérêt pour les Fauves, Matisse, Delaunay, et aussi Cézanne, les cubistes et Léger en ce qui concerne la construction. Puis, après la découverte d'Albert Gleizes, de ses théories et de ses "grands supports de contemplation" , une période plus austère débute, centrée sur la construction du tableau, le plus souvent non-figuratif, et où il s'attache par le travail sur les translations, rotations et cadences à la création d'un tableau-objet que va parcourir l’œil du spectateur. Après avoir été considéré par certains comme "un élève studieux d'une technique sévère" René Deroudille précise lors de l'exposition chez Folklore de 1955 que "Paul Régny a le pouvoir de convaincre sinon de séduire dans ses toiles pures nourries de réflexion et d'ascèse" . Pour Jean-Jacques Lerrant "Régny organise des rythmes colorés auxquels il mêle des allusions figuratives. Mais il me semble précisément que ce sont les compositions purement abstraites qui ont la plus grande force spirituelle."
À partir du début des années 1960 , comme il l’a écrit, P. Régny va suivre son propre chemin « que Gleizes avait contribué à débroussailler. Nous (lui et Andrée Le Coultre) avons essayé d’y entrer avec notre sensibilité et notre personnalité, sachant d’après ses conseils, que les lois du tableau qu’il avait formulées, étaient une grammaire dont chacun était libre d’user à sa façon » . Sa démarche est de plus en plus personnelle, abandonnant progressivement les aplats lisses pour moduler les surfaces, les faire passer de l'une à l'autre par un travail nuancé sur les couleurs ; elles participent ainsi à la création des rythmes et cadences de l'héritage gleiziste : l'œil du spectateur doit être entraîné de manière active pour participer de façon personnelle et intérieure à l'appropriation de l'œuvre exposée.
C'est du travail de ces couleurs que va jaillir la lumière, un élément qui devient de plus en plus fondamental pour l'artiste: "La réalité de la peinture est la lumière. Elle s'incarne dans les couleurs qui la font chanter dans la gamme de l'arc-en-ciel -signe d'alliance dans la Genèse." "Que tout se passe dans la lumière, essence-même de la peinture et symbole de la lumière incréée". Et c'est ainsi que l'on trouve parfois des œuvres (outre les huiles, il y a aussi les aquarelles) plus dépouillées au niveau des formes mais où la composition garde malgré tout une structure fondamentale profondément enfouie, œuvres dans lesquelles "la couleur engendre des rythmes de méditation, propose une lumière "du dedans"" (J.-J. Lerrant).
Il ne faut pas oublier en effet que l'œuvre picturale de P.Régny s'est développée en relation très forte avec sa vie spirituelle et religieuse. Après avoir lu René Guénon, s’être tourné vers les religions orientales, il revient vers le catholicisme où il va approfondir sa vie religieuse, en rapport avec l’abbaye de la Pierre-Qui-Vire (qu’il va connaître par Gleizes  et où vit le père Angelico Surchamp, créateur des éditions Zodiaque), par sa méditation personnelle et ses lectures entre autres des pères de l’église et des mystiques . « Comme Gleizes, ils (lui et son épouse) ont vu dans le catholicisme, en dépit des vicissitudes de l’histoire, le témoin, le porteur authentique du spirituel, par ses rites sacramentels, par ses symboles, par sa culture, par le legs si éclatant dans l’art que nous a laissé l’âge médiéval ».
Si au début il se préoccupait surtout d'une recherche de la Beauté absolue, l'expression d'Elie Faure "l'Art est un appel à la communion des hommes" et sa foi chrétienne l'écartèrent de la notion de l'art pour l'art. Par ses œuvres, dont le plus grand nombre a été non-figuratif, il souhaite aider les hommes à "s'ouvrir toujours plus au mystère qui est en eux et à la contemplation de l'essentiel", même si cela est une "ambition peut-être au-delà des possibilités…"
Et cette "communion des hommes" se manifeste aussi dans des œuvres figuratives, par leur sujet, que ce soit des peintures religieuses (crucifixion, vierge, bon pasteur, saint Michel, lutte avec l’ange, enlèvement d’Élie, pietà…) ou des peintures de protestation et de témoignage en relation avec son souci d’une société plus pacifique et plus juste (guerre du Vietnam, du Biafra, dictature en Grèce, la mémoire des enfants d’Izieu…).
L’œuvre d’une vie, un long parcours où la quête de l’intériorité de Paul Régny s’est exprimée par la peinture; au début, l'organisation raisonnée de la toile l'emportait et les accords de couleurs s'y pliaient, puis peu à peu ce furent des mouvements plus libres et venant du fond de son être, tandis que couleurs et lumières, symboles de l'infini inconnaissable, devenaient essentiels, l’artiste essayant de livrer aux autres une quintessence de la vie, symbolisée par les couleurs et la lumière.

## Sources
- Documents déposés au Musée des Beaux-arts de Lyon (dossier d'artiste).